# (29117) 1981 EK40
A (29117) 1981 EK40 a Naprendszer kisbolygóövében található aszteroida. Schelte J. Bus fedezte fel 1981. március 2-án.